# فرودگاه آبی تینکاپ لیک
فرودگاه آبی تینکاپ لیک (به انگلیسی: Tincup Lake Water Aerodrome) یک فرودگاه خصوصی است که یک باند فرود آب دارد. این فرودگاه در کشور کانادا قرار دارد و در ارتفاع ۶۱۹ متری از سطح دریا واقع شده است.